# Jane Levy
Jane Colburn Levy, född 29 december 1989 i Los Angeles, Kalifornien, är en amerikansk film- och TV-skådespelare. Hon är mest känd för sin roll som Tessa Altman i komediserien Suburgatory.

## Filmografi i urval
- 2011 – Shameless (TV-serie) (fem avsnitt)
- 2011–2014 – Suburgatory (TV-serie) (57 avsnitt)
- 2012 – Nobody Walks
- 2012 – Fun Size
- 2013 – Evil Dead
- 2014 – Kroll Show (TV-serie) (ett avsnitt)
- 2014 – About Alex
- 2016 – Don't Breathe
- 2016 – Swedish Dicks (TV-serie) (ett avsnitt)
- 2016 – Monster Trucks
- 2017 – I Don't Feel at Home in This World Anymore.
- 2017 – Twin Peaks (TV-serie) (ett avsnitt)
- 2018 – Office Uprising